# 市川百々之助
市川 百々之助（いちかわ もものすけ、1906年（明治39年）5月8日 - 1978年（昭和53年）1月15日）は、歌舞伎役者、映画俳優、映画監督。サイレント映画の時代に「ももちゃん」の愛称で親しまれ、全盛期には阪東妻三郎と人気を二分する剣劇俳優であった。戦後は芸名を百々木 直（ももき なお）と名乗った。本名は上田 直正（うえだ なおまさ）。

## 来歴
広島県広島市に生まれる。
1911年（明治45年）、『近江源氏戦陣館』の小四郎で初舞台を踏む。12歳のとき、市川中車の門下となりちんこ芝居（小青年歌舞伎）の一座を組織して各地を巡業、葉村屋一派、中村扇雀一座などにも加入出演した。
1922年（大正11年）9月、17歳のときに、帝国キネマ演芸（帝キネ）小坂撮影所へ入社、同年、中川紫郎監督の『異端者の恋』や『大江戸の武士』に出演し、映画俳優としてデビュー。このあたりから凄まじく人気が上昇、白塗りのメーキャップに派手な殺陣、前髪立ちの小姓に扮し美男子ぶりを看板にするチャンバラ劇を演じて大正末期には一番の人気スターとなる。
1925年（大正14年）の小阪撮影所の閉鎖・全員解雇で解雇され、同年4月の帝キネの内紛による芦屋撮影所の独立によるアシヤ映画製作所設立に参加、長尾史録監督の『長兵衛売出す』前後篇などに主演した。同年中に内紛は収まり、無事、芦屋撮影所に復帰した。
1927年（昭和2年）、市川百々之助プロダクション（百々プロ）を設立、森本登良男監督、小国比沙志の書き下ろし脚本の新作を帝キネと共同製作した。人気絶頂期には、会社の言うことも監督の言うことも聞かない暴君と化したといわれるが、1930年（昭和5年）頃から人気が下り坂となり、同年帝キネを退社、二年あまり実演の旅を続けたすえ、1932年（昭和7年）には、河合映画に入社した。河合が大都映画に改組すると、引き続き大都と提携して、自ら主演の剣戟映画を量産した。
1933年（昭和8年）、大都を退社し日活太秦撮影所に入社。トーキーにも出演を開始し、同年の『赤垣源蔵と堀部安兵衛』までは主演したが、その後は脇役にまわった。本作では白塗りを捨てリアルなメイクで周囲を驚かせた。『怪盗白頭巾』など、大河内傳次郎の滑稽芝居の喜劇物にも共演した。
1938年（昭和13年）、池田富保監督の『赤垣源蔵』を最後に、第二次世界大戦後まで出演記録が途絶える。当時の読売新聞によると、俳優を引退し、薬屋を営むことにしたという。日活を辞めたあとは女剣劇の一座に加わってしがない旅を続けているうち、いつしか消息を絶ったともいわれる。
戦後は役らしい役ももらえず、チャンバラのカラミで生きていたともいわれるが、1954年（昭和29年）11月1日、東映京都撮影所が製作した丸根賛太郎監督の東千代之介主演映画『竜虎八天狗』に今川蝉阿弥役で出演して映画界に復帰。すでに48歳になっていた。1961年（昭和36年）、工藤栄一監督の市川右太衛門・東千代之介のスター映画『八荒流騎隊』での茂兵ヱ役を最後に、映画界を去り事実上引退した。
晩年は半身不随になり別府温泉で寂しく療養していたといわれる。
1978年（昭和53年）1月15日、心不全のため東京都世田谷区の自宅にて死去。71歳。生涯に200本以上の映画に出演、そのうち150本がサイレント映画だった。墓所は東大阪市長栄寺。

## 人物・エピソード
マキノ雅弘によると、百々之助は「目玉の松っちゃん」（尾上松之助）の次に売れたマキノ映画のチャンバラ大スターだったが、もともとは顔立ちが松之助に似ていたので役者になれたのだという。大正11年に関西青年歌舞伎座の百々之助が帝キネに入社すると、前髪立ちの若衆姿で女子供の人気の的となり、『百々ちゃん画報』なる雑誌まで出た。
立ち回りの裾から、まっ白い褌 がこぼれる、これが娘たちに受け、「フンドシ百々ちゃん」とも呼ばれた。林長二郎（長谷川一夫）が現れるまで、世の女性たちの人気を一手に集めた時代劇スタアはこの「百々ちゃん」だった。
この下着を露わに出し演じる男性ストリップは女性観客に受け、あまり女性向けとは思われないチャンバラ映画に女性ファンを集めた。女性観客は黄色い声を張り上げ、キャーッキャーッと失神せんばかりの騒ぎであったという。女とみまがう美男若衆が髪をふり乱し、白粉を塗った太ももを露わに剣を振るう姿には倒錯したエロティシズムがあった。
市川右太衛門は大正13年に、帝キネから映画入りの誘いを受けたが、これを断り、翌年マキノ映画に入社している。右太衛門によると、帝キネにはその頃、舞台で一緒だった百々之助がおり、「百々之助にできるんなら、私にもできるんではないか」と思ったという。「若かったですからねえ。でも、その頃、私、舞台で主役やってましたから、舞台が面白くて面白くて。それで、このときはお断りしました」と語っている。
人気絶頂のころの百々之助には、大河内傳次郎、阪東妻三郎さえその人気には勝てなかった。あるとき真剣を持って立ち回りをやることになったが、若い百々之助は少し図に乗りすぎたか、撮影の合間につい竹光をもてあそんだ普段の癖が出て、弟子にサッと斬りつけたところ、真剣の重量に手元が狂い、ほんとに斬ってしまった。新聞は「百々之助狂乱」、「剣劇スタアの刃傷沙汰」などと書きたて、それ以来百々之助の人気は凋落し、第一線から陥落してしまった。
日活のバイプレーヤーになった百々之助は稲垣浩に、「わしは四歳のころから、ちんこ芝居（少年歌舞伎）の座長でやってきて、映画のスタアになってしまったので、つらさ、きびしさというものを、ひとつも知らなんだ。いまはじめて自分の不心得がわかった」と話したことがあったが、それは百々之助がまだ三十になったばかりの時だった。

## 主な出演作
- 『異端者の恋』　（中川紫郎 監督、帝キネ、大正12年）
- 『大江戸の武士』　（中川紫郎 監督、帝キネ、大正12年）
- 『羅馬の使者』　（中川紫郎 監督、帝キネ、大正13年）
- 『落城の唄』　（中川紫郎 監督、帝キネ、大正13年）
- 『春風怨』　（中川紫郎 監督、帝キネ、大正13年）
- 『長兵衛売出す』前後篇 　（長尾史録 監督、帝キネ、大正14年）
- 『桐野利秋』（長尾史録 監督、<帝キネ、大正14年）
- 『劔難』　（森本登良男 監督、帝キネ、大正15年）
- 『月形半平太』　（高橋寿康 監督、日活、大正15年）
- 『忠次旅日記』　（伊藤大輔 監督、日活、昭和2年）
- 『自雷也』　（森本登良男 監督、帝キネ、昭和2年）
- 『朱鞘組』　（渡辺新太郎 監督、帝キネ、昭和3年）
- 『白蟻』　（渡辺新太郎 監督、帝キネ、昭和3年）
- 『伝奇刀葉林』前後篇　 （渡辺新太郎 監督、帝キネ、昭和4年）
- 『刺青奉行』（渡辺新太郎  監督、帝キネ、昭和4年）
- 『剣戟から生れた金色夜叉』　（森本登良男 監督、百々プロ、昭和5年）
- 『月形半平太』　（石山稔 監督、百々プロ／大都映画、昭和8年）
- 『浅太郎赤城颪』　（犬塚稔 監督、日活、昭和9年）
- 『怪盗白頭巾』前後篇 　（山中貞雄 監督、日活、昭和10年・昭和11年）
- 『水戸黄門』（荒井良平 監督、日活、昭和10年）
- 『赤垣源蔵』　（池田富保 監督、日活、昭和13年）
- 『竜虎八天狗』　（丸根賛太郎 監督、東映、昭和29年）
- 『侍ニッポン　新納鶴千代』　（佐々木康 監督、東映、昭和30年）
- 『水戸黄門』　（佐々木康 監督、東映、昭和32年）
- 『八荒流騎隊』　（工藤栄一 監督、東映、昭和36年）